# Raphionacme
Raphionacme là chi thực vật có hoa trong họ Apocynaceae.